# Порт Хедланд
Порт Хедланд (енгл. Port Hedland) је мали град који се налази у северном делу аустралијске савезне државе Западна Аустралија. Удаљен је око 1.300 километара од Перта. Град има 15.044 становника. Порт Хедланд је познат по својој луци, која је по тонажи највећа у Аустралији. У близини града се налазе рудници гвоздене руде.